# Gluconolactato de calcio
El Gluconato lactato de calcio se emplea en la industria alimentaria para aumentar el contenido de calcio de forma artificial en algunos alimentos. En realidad se trata de una mezcla de dos sales de calcio (gluconato cálcico y el lactato cálcico). 

## Usos
Se emplea en la alta cocina en los procesos de elaboración de esferificaciones inversas en las que es necesario verter gotas del alimento líquido con potenciación en calcio (es decir con añadidura de gluconolactato de calcio) sobre una disolución de alginato sódico. Por regla general en la industria alimentaria se suele emplear gluconato lactato de calcio para enriquecer en calcio diversos alimentos.